# Chattenahalli, Krishnarajpet
Chattenahalli là một làng thuộc tehsil Krishnarajpet, huyện Mandya, bang Karnataka, Ấn Độ.